# Elecciones presidenciales de Guinea de 2015
Las elecciones presidenciales se celebraron en Guinea el 11 de octubre de 2015. El resultado fue una victoria en primera vuelta para el presidente titular Alpha Condé, que recibió el 58% de los votos. Los candidatos opositores no reconocieron el resultado y denunciaron fraude,  no obstante el  Tribunal Constitucional confirmó los recuentos oficiales y Condé prestó juramento el 14 de diciembre de 2015.

## Resultados
| Candidato                          | Partido                                                        | Votos     | %     |
| ---------------------------------- | -------------------------------------------------------------- | --------- | ----- |
| Alpha Condé                        | Asamblea del Pueblo de Guinea                                  | 2,285,827 | 57.85 |
| Cellou Dalein Diallo               | Unión de las Fuerzas Democráticas de Guinea                    | 1,242,362 | 31.44 |
| Sidya Touré                        | Unión de las Fuerzas Republicanas                              | 237,549   | 6.01  |
| Faya Lansana Millimouno            | Bloque Liberal                                                 | 54,718    | 1.38  |
| El Hadj Papa Koly Kourouma         | Generaciones para la Reconciliación, la Unión y la Prosperidad | 51,750    | 1.31  |
| Lansana Kouyaté                    | Partido Nacional para la Esperanza y el Desarrollo             | 45,962    | 1.16  |
| Ghandi Faraguet Tounkara           | Unión Guineana por la Democracia y el Desarrollo               | 19,840    | 0.50  |
| Marie Madeilein Dioubaté           | Partido Ecologista de Guinea                                   | 13,214    | 0.33  |
| Votos nulos/en blanco              | Votos nulos/en blanco                                          | 179,804   | –     |
| Total                              | Total                                                          | 4,131,026 | 100   |
| Votantes registrados/participación | Votantes registrados/participación                             | 6,042,634 | 68.36 |
| Fuente: CENI                       |                                                                |           |       |